# Барфельдт, Эмиль
Эмиль Барфельдт (нем. Emil Bahrfeldt, 1 января 1850, Пренцлау — 26 марта 1929, Берлин) — немецкий нумизмат, директор страхового агентства. Брат немецкого нумизмата Макса Барфельдта.
В основном занимался изучением монетного дела средневекового Бранденбурга. Составил описание собрания монет и медалей замка Мариенбург, внёс значительный вклад в изучение монетного дела Данцига, Торна и Эльбинга.
С 1898 года был издателем журнала «Berliner Münzblatter». В 1902 году избран председателем Берлинского нумизматического общества.
В 1921 году его коллекция, насчитывавшая около 4700 монет, была продана с аукциона.

## Основные труды
- Das Münzwesen der Mark Brandenburg. 4 Bde. — Halle, Berlin, 1889—1913;
- Das Münz- und Geldwesen der Fürstentümer Hohenzollern. — Berlin, 1900;
- Die Münzen — und Medaillensammlungen in der Marienburg. 8 Bde. — Danzig, Königsberg, 1901—1932.